# Reinwardtoena
Reinwardtoena Bonaparte, 1854 è un genere di uccelli della famiglia Columbidae.

## Tassonomia
Comprende le seguenti specie:
- Reinwardtoena reinwardtii (Temminck, 1824) - tortora cuculo maggiore
- Reinwardtoena browni (P.L.Sclater, 1877) - tortora cuculo bianconera
- Reinwardtoena crassirostris (Gould, 1856) - tortora cuculo crestata